# Zirikolatzeko erreka
Le Zirikotatzeko erreka est un cours d'eau du Pays basque français (département des Pyrénées-Atlantiques). Il arrose les communes proches de l'océan Atlantique (golfe de Gascogne).
Il prend sa source sur la commune de Saint-Pée-sur-Nivelle et se jette dans l'Uhabia à Bidart.

## Département et communes traversés
Pyrénées-Atlantiques :
- Ahetze
- Arbonne
- Bidart
- Saint-Pée-sur-Nivelle

## Principaux affluents
- le Besaingo erreka
- l'Uroneko erreka
- l'Amisolako erreka